# Совесть-мститель, или «Не убий»
Совесть-мститель, или «не убий» — фильм американского режиссёра Дэвида Уорка Гриффита, снятый им в 1914 году.

## Сюжет
Молодой человек влюблён в девушку, но его деспотичный дядя против помолвки. Мужчина страдает от ужасных видений, а потом в припадке убивает своего дядю. Позже об этом узнаёт один итальянец и шантажирует убийцу, а затем появляется детектив и что-то разнюхивает. Ночью призрак дяди является молодому убийце и повторяет: «Не убий!». Мужчина просыпается и понимает, что он не убивал дядю, а это был просто сон.

## В ролях
- Генри Вольтхолл — племянник
- Споттисвуд Эйткен — дядя
- Бланш Свит — возлюбленная племянника
- Джордж Сигман
- Мэй Марш — горничная
- Роберт Харрон
- Жозефин Кроуэлл
- Дороти Гиш